# Задача Ляме
Зада́ча Ламе́ — задача определения напряжений и перемещений в толстостенных полых цилиндрах.
Считается теоретическим началом рассмотрения соединений с натягом в технике, которое считается одной из наидревнейших технологических операций, как операция насаживания каменного топора на топорище. Названа по имени французского учёного (Ламе Габриель (22.07.1795-01.03.1870) — французский инженер, математик, физик), работавшего в 20-х годах XIX века в Петербургской академии наук.